# 450-459
De jaren 450-459 (van de christelijke jaartelling) zijn een decennium in de 5e eeuw.

## Gebeurtenissen en ontwikkelingen

### Romeinse Rijk
- 450 : Keizer Theodosius II van Byzantium valt van zijn paard en sterft. Zijn zus trouwt, Aelia Pulcheria in allerijl met een zekere Flavius Marcianus, een vertrouweling van haar raadsman Aspar en hij wordt zo keizer van het Oost-Romeinse Rijk.
- 451 : Slag op de Catalaunische Velden. Attila de Hun trekt in de Rijn over maar wordt verslagen in de nabijheid van Troyes.
- 452 : Attila valt Italië binnen, waarbij hij de noordelijke provincies verwoest, maar is niet in staat Rome te veroveren.
- 453 : Attila sterft.
- 454 : Slag aan de Nadao. De Hunnen worden definitief verslagen.
- 454 : Magister militum van het West-Romeinse Rijk, Flavius Aëtius, wordt vermoord.
- 455 : Keizer Valentinianus III van het West-Romeinse Rijk wordt vermoord. Petronius Maximus dwingt de weduwe van Valentinianus, Licinia Eudoxia om met hem te trouwen.
- 455 : Licinia Eudoxia roept de hulp in van de Vandalen koning Geiserik. Geiserik plundert Rome. Petronius Maximus wordt vermoord en Licinia Eudoxia en haar twee dochters worden door Geiserik geschaakt.
- 455 : Magister militum Avitus wordt met steun van de Visigoten tot keizer van het Westen uitgeroepen. Hij heeft ook de steun van de Gallo-Romeinen, en wordt later in Arles geïnaugureerd. Marcianus van Byzantium erkent hem.
- 456 : In de Romeinse burgeroorlog (456) delft Avitus het onderspit, treedt af en wordt vermoord. Het West-Romeinse Rijk vraagt zich af hoe het verder moet. De nieuwe magister militum is Ricimer.
- 457 : Keizer Marcianus van het Oost-Romeinse Rijk sterft. Deze keer schuift Aspar, Leo I van Byzantium naar voor.
- 457 : Slag bij Campi Cannini. De Romeinen verslaan de Alemannen. Veldheer Majorianus wordt uitgeroepen tot keizer van het West-Romeinse Rijk.
- 457 : Keizer Majorianus duidt Aegidius aan om de ripuarische Franken (Rijnfranken) terug over de Rijn te drijven, waarbij Keulen ontruimd moet worden.
- 458 : In opdracht van Majorianus herovert Aegidius het daarvoor door de Bourgonden bezette Lyon terug en verdedigt met succes Arles, de hoofdplaats van het Gallische Prefectuur, tegen de Visigoten. Ondanks deze successen sluit de keizer kort daarop een nieuw fouderati-verdrag met de Bourgonden, dat de Bourgonden een groter vestigingsgebied garandeert en wordt het oude verdrag met Visigoten hernieuwd.

### Christendom
- 451 : Concilie van Chalcedon. Keizer Marcianus, een aanhanger van de Tweenaturenleer roept het Vierde Oecumenische Concilie bijeen.

## Heersers

### Europa
- Bourgondiërs: Gundioc (456-473)
- Salische Franken: Merovech (ca. 447-458), Childerik I (ca. 458-481)
- Gepiden: Ardarik (454-?)
- Hunnen: Attila (434-453)
- West-Romeinse Rijk: Valentinianus III (425-455), Petronius Maximus (455), Avitus (455-456), Majorianus (457-461)
- Oost-Romeinse Rijk: Theodosius II (408-450), Marcianus (450-457), Leo I (457-474)
- Sueben: Rechiar (448-456), Aioulf (456-457), Framta (457) en Maldras (457-459), Richimund (457-460) en Frumar (459-464)
- Vandalen: Geiserik (428-477)
- Visigoten: Theoderik I (418-451), Thorismund (451-453), Theodorik II (453-466)

### Azië
- China
  - Liu Song: Liu Yilong (424-453), Liu Shao (453), Liu Jun (453-464)
  - Noordelijke Wei: Beiwei Taiwudi (424-452), Beiwei Wenchengdi (452-465)
- India (Gupta's): Kumaragupta I (415-455), Skandagupta (455-467)
- Japan (traditionele data): Ingyo (411-453), Anko (453-456), Yuryaku (456-479)
- Korea
  - Koguryo: Jangsu (413-491)
  - Paekche: Biyu (427-455), Gaero (455-475)
  - Silla: Nulji (417-458), Jabi (458-479)
- Perzië (Sassaniden): Yazdagird II (439-457), Hormazd III (457-459), Peroz (459-484)

### Religie
- paus: Leo I (440-461)
- patriarch van Alexandrië: Dioscorus I (444-457), Timoteüs II (457-460)
- patriarch van Antiochië: Maximus II (449-455), Baselius (456-458), Acacius (458-461)
- patriarch van Constantinopel: Anatolius (449-458), Gennadius I (458-471)
- patriarch van Jeruzalem: Juvenal (451-458), Anastasius I (458-478)

<< · 450 · 451 · 452 · 453 · 454 · 455 · 456 · 457 · 458 · 459 · >>
<< · 400-409 · 410-419 · 420-429 · 430-439 · 440-449 · 450-459 · 460-469 · 470-479 · 480-489 · 490-499 · >>